# Ставрополски край
Ставрополски край (на руски: Ставропо́льский край) е субект на Руската Федерация, влизащ в състава на Северокавказкия федерален окръг. Площ 86 160 km² (45-о място в Руската Федерация, 0,39% от нейната площ). Население на 1 януари 2017 г. 2 804 383 души (15-о място в Руската Федерация, 1,91% от цялото население). Административен център град Ставропол. Разстояние от Москва до Ставропол 1621 km.

## Историческа справка
Първите руски крепости, станали впоследствие градове, възникват в края на ХVІІІ и началото на ХІХ век: Ставропол (1777 г.), Георгиевск (1786 г.), Будьоновск (1799 г., до 1924 г. Свети Кръст, до 1973 г. Прикумск), Пятигорск и Кисловодск (1830 г.). Краят е образуван на 13 февруари 1924 г. под названието Югоизточна област. От 16 октомври 1924 г. носи името Северокавказки край, от 17 март 1937 г. – Орджоникидзевски край, а от 12 януари 1943 г. – Ставрополски край. До 3 юли 1991 г. в пределите на Ставрополския край влиза Карачаево-Черкезката автономна област, която от 25 декември 1993 г. е отделен субект на Руската Федерация – Карачаево-Черкезка република.

## Географска характеристика
Ставрополският край е разположен в централната част на Предкавказието. На запад граничи с Краснодарски край, на северозапад – с Ростовска област, на север и североизток – с Република Калмикия, на изток – с Република Дагестан, на югоизток – с Република Чечения и на юг – с Република Северна Осетия, Република Кабардино-Балкария и Република Карачаево-Черкезия. В тези си граници заема площ от 86 160 km² (45-о място в Руската Федерация, 0,39% от нейната площ).
Ставрополски край заема централните части на Предкавказието в южната част на Европейска Русия и се простира от Прикаспийската низина на изток до предпланините на планината Кавказ на югозапад. Максимална височина е връх Верхни Джинал, 1542 m, разположен на 10 km югоизточно от град Кисловодск, на границата с Република Кабардино-Балкария. Според релефа Ставрополски край се поделя на пет района: район на предпланините на Кавказ на югозапад, Пятигорски вулканичен район на юг, Ставрополско възвишение (връх Стрижамент, 831 m) на запад и в центъра, Кумо-Маничка падина на североизток и Терско-Кумска низина на изток и югоизток. Като цяло Ставрополският край се характеризира с разнообразни релефни и почвено-климатични условия и постепенна смяна на ландшафтите – от полупустини на североизток до влажни степи на запад.
Климатът е континентален. В равнинните части зимата е мека, а лятото доста топло. Средна януарска температура -4 °С – -5 °С, средна юлска 22 – 25 °С. Снежната покривка е незначителна (10 – 15 cm) и неустойчива. В западните райони годишната сума на валежите е около 500 mm, а в източните части – до 300 mm. Вегетационният период продължава от 180 до 185 денонощия.
В Ставрополския край има 225 реки (с дължина над 10 km) с обща дължина около 8500 km. По източната част на Ставрополското възвишение преминава главният вододел между водосборните басейни на Азовско и Каспийско море и разделя края почти на две равни части. Към водосборния басейн на Азовско море се отнасят реките Кубан, Егорлик и Калаус (от басейна на Дон) и др., а към водосборния басейн на Каспийско море – реките Терек и Кума със своите малки притоци. Речната мрежа е разпределена крайно неравномерно по територията на края – в предпланинските части на Кавказ тя е гъста, в равнинните части количеството и водността рязко намалява, а в североизточните части практически отсъства. Подхранването е смесено с преобладаване на снежното. Водният режим се характеризира с високо пролетно пълноводие, сменящо се с лятно маловодие, прекъсвано епизодично от дъждовни прииждания и ясно изразено зимно маловодие. През летния период множество от по-малките реки в края пресъхват. Ставрополският край е покрит с гъста мрежа от напоителни и отводнителни канали, по които се прехвърлят води от Кубан и Терек. Най-големи са: Големия Ставрополски канал, Терско-Кумски канал, Правоегорликски канал, Кумо-Манички канал, Невинномиски канал и др.
На територията на края има над 3 хил. естествени и изкуствени езера с обща площ около 700 km². Повечето от ставрополските езера са солени и горчиво-солени и са временни (само през пролетта). Повечето от тях са реликтови и са разположени в Кумо-Маничката падина. Най-голямото езеро в края е Манич-Гудило на границата с Република Калмикия, което е включено към голямото Пролетарско водохранилище.
Растителността в равнинните части е степна, развита върху черноземни и кафяви почви. На изток и североизток се увеличава сухотата на климата и почвите стават светлокафяви. По високите участъци на Ставрополското възвишение има масиви от широколистни дъбово-габърови гори върху сиви горски оподзолени почви, редуващи се с ливадно-степни и излужени черноземи. В най-високите южни райони има дъбово-букови гори на височина 800 – 1000 m.

## Население
На 1 януари 2017 г. населението на Ставрополски край е наброявало 2 804 383 души (15-о място в Руската Федерация, 1,91% от цялото население).
| Народ                                             | Численост през 2002 г., души | Численост през 2010 г., души |
| ------------------------------------------------- | ---------------------------- | ---------------------------- |
| Руснаци                                           | 2 231 759                    | 2 232 153                    |
| Арменци                                           | 149 249                      | 161 324                      |
| Даргинци                                          | 40 218                       | 49 302                       |
| Гърци                                             | 34 078                       | 33 573                       |
| Цигани                                            | 19 094                       | 30 879                       |
| Украинци                                          | 45 892                       | 30 373                       |
| Ногайци                                           | 20 680                       | 22 006                       |
| Азербайджанци                                     | 15 069                       | 17 800                       |
| Карачаевци                                        | 15 146                       | 15 598                       |
| Туркмени                                          | 13 937                       | 15 048                       |
| Чеченци                                           | 13 208                       | 11 980                       |
| Татари                                            | 12 988                       | 11 795                       |
| Турци                                             | 7484                         | 10 419                       |
| показани са народите с население над 10 хил. души |                              |                              |

## Административно-териториално деление
В административно-териториално отношение Ставрополски край се дели на 17 краеви градски окръга, 16 муниципални района, 19 града, в т.ч. 9 града с краево подчинение (Георгиевск, Есентуки, Железноводск, Кисловодск, Лермонтов, Минералние Води, Невиномиск, Пятигорск и Ставропол), 10 града с районно подчинение и 7 селища от градски тип.
| Административна единица | Площ (km2) | Население (2017 г.) | Административен център | Население (2017 г.) | Разстояние до Ставропол (в km) | Други градове и сгт с районно подчинение |
| ----------------------- | ---------- | ------------------- | ---------------------- | ------------------- | ------------------------------ | ---------------------------------------- |
| Краеви градски окръзи   |            |                     |                        |                     |                                |                                          |
| 1. Благодарненски       | 2471       | 58 911              | гр. Благодарни         | 31 293              | 150                            |                                          |
| 2. Ставрополски         | 277        | 433 773             | гр. Ставропол          | 433 577             |                                |                                          |
| 3. Георгиевски          | 1920       | 100 518             | гр. Георгиевск         | 69 030              | 210                            |                                          |
| 4. Есентукски           | 50         | 107 104             | гр. Есентуки           | 107 104             | 213                            |                                          |
| 5. Железноводски        | 93         | 52 658              | гр. Железноводск       | 25 203              | 191                            | Иноземцево                               |
| 6. Изобилненски         | 1935       | 99 319              | гр. Изобилни           | 38 263              | 65                             | Риздвяни, Солнечнодолск                  |
| 7. Ипатовски            | 4036       | 58 581              | гр. Ипатово            | 24 390              | 120                            |                                          |
| 8. Кировски             | 1386       | 71 148              | гр. Новопавловск       | 26 234              | 258                            |                                          |
| 9. Кисловодски          | 72         | 136 688             | гр. Кисловодск         | 129 861             | 234                            |                                          |
| 10. Лермонтовски        | 31         | 24 542              | гр. Лермонтов          | 22 477              | 190                            |                                          |
| 11. Минералноводски     | 1443       | 139 984             | гр. Минералние Води    | 75 974              | 181                            | Анджиевски                               |
| 12. Невиномиски         | ?          | 117 676             | гр. Невиномиск         | 117 676             | 62                             |                                          |
| 13. Нефтекумски         | 3797       | 64 329              | гр. Нефтекумск         | 24 841              | 305                            | Затеречни                                |
| 14. Новоалександровски  | 2015       | 65 469              | гр. Новоалександровск  | 27 009              | 110                            |                                          |
| 15. Петровски           | 2741       | 74 026              | гр. Светлоград         | 36 935              | 85                             |                                          |
| 16. Пятигорски          | ?          | 213 745             | гр. Пятигорск          | 145 836             | 196                            | Горячеводски, Свободи                    |
| 17. Съветски            | 2090       | 61 496              | гр. Зеленокумск        | 35 646              | 265                            |                                          |
| Муниципални райони      |            |                     |                        |                     |                                |                                          |
| 1. Александровски       | 2014       | 47 455              | с. Александровское     | 2747                | 105                            |                                          |
| 2. Андроповски          | 2388       | 34 264              | с. Курсавка            | 11 215              | 120                            |                                          |
| 3. Апанасенковски       | 3584       | 30 820              | с. Дивное              | 13 196              | 171                            |                                          |
| 4. Арзгирски            | 3383       | 24 937              | с. Арзгир              | 14 722              | 260                            |                                          |
| 5. Будьоновски          | 3203       | 115 771             | гр. Будьоновск         | 62 715              | 220                            |                                          |
| 6. Грачовски            | 1974       | 37 706              | с. Грачовка            | 6657                | 40                             |                                          |
| 7. Кочубеевски          | 2363       | 76 978              | с. Кочубеевское        | 25 840              | 54                             |                                          |
| 8. Красногвардейски     | 2236       | 37 718              | с. Красногвардейское   | 14 881              | 125                            |                                          |
| 9. Курски               | 3694       | 54 068              | ст-ца Курская          | 12 045              | 330                            |                                          |
| 10. Левокумски          | 4687       | 39 707              | с. Левокумское         | 9787                | 270                            |                                          |
| 11. Новоселицки         | 1724       | 26 488              | с. Новоселицкое        | 8608                | 149                            |                                          |
| 12. Предгорни           | 2047       | 110 066             | ст-ца Есентукская      | 20 166              | 210                            |                                          |
| 13. Степновски          | 1887       | 21 380              | с. Степное             | 5611                | 316                            |                                          |
| 14. Труновски           | 1686       | 32 356              | с. Донское             | 14 927              | 51                             |                                          |
| 15. Туркменски          | 2612       | 23 782              | с. Летная Ставка       | 4437                | 140                            |                                          |
| 16. Шпаковски           | 2363       | 141 210             | гр. Михайловск         | 87 916              | 10                             |                                          |

## Селско стопанство
Отглеждат се зърнени култури и бобови растения, технически и фуражни култури, плодове и грозде, картофи, зеленчуци, рогат добитък, свине, птици. Развито е пчеларството.
| хиляди хектара | 4207 | 3433,9 | 3268,9 | 2851,6 | 2736,8 | 2890,5 | 3051,9 |